# ويلارد برنتيس
ويلارد برنتيس (بالإنجليزية: Willard Prentiss)‏ هو مهندس أمريكي، ولد في 10 ديسمبر 1897، وتوفي في 6 أكتوبر 1959.